# (523761) 2014 WU509
(523761) 2014 WU509 est un objet transneptunien faisant partie des cubewanos et une planète naine potentielle, son diamètre est d'environ 270 km.